# مکسیا (آلاباما)
مکسیا (به انگلیسی: Mexia) یک منطقهٔ مسکونی در ایالات متحده آمریکا است که در شهرستان مونرو، آلاباما واقع شده‌است. مکسیا ۱۲۵٫۸۸ متر بالاتر از سطح دریا واقع شده‌است.